# Gymnanthemum
 Gymnanthemum  Alexandre Henri Gabriel de Cassini, 1817 è un genere di piante angiosperme dicotiledoni della famiglia delle Asteraceae.

## Etimologia
Il nome del genere (Gymnanthemum) deriva dal greco "gymnos" ( = nudo) e "anthos" ( = fiore) a fa riferimento alla mancanza di pagliette del ricettacolo.
Il nome scientifico del genere è stato definito per la prima volta dal botanico Alexandre Henri Gabriel de Cassini (1781-1832) nella pubblicazione " Bulletin des Sciences, par la Société Philomatique" ( Bull. Sci. Soc. Philom. Paris 1817: 10) del 1817.

## Descrizione

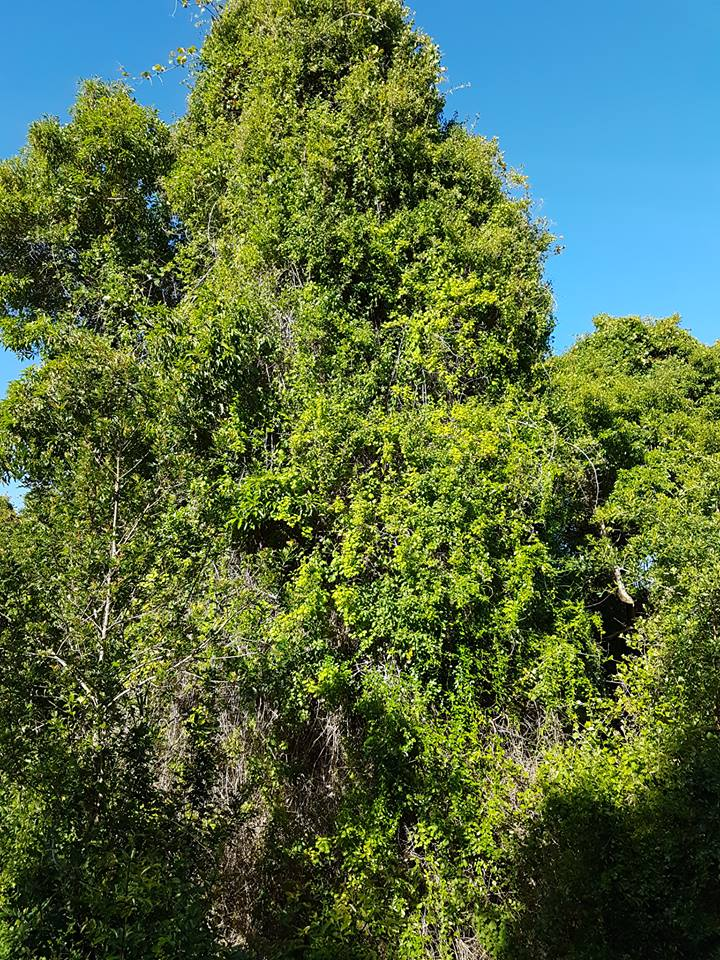
Il portamento
Gymnanthemum mespilifolium

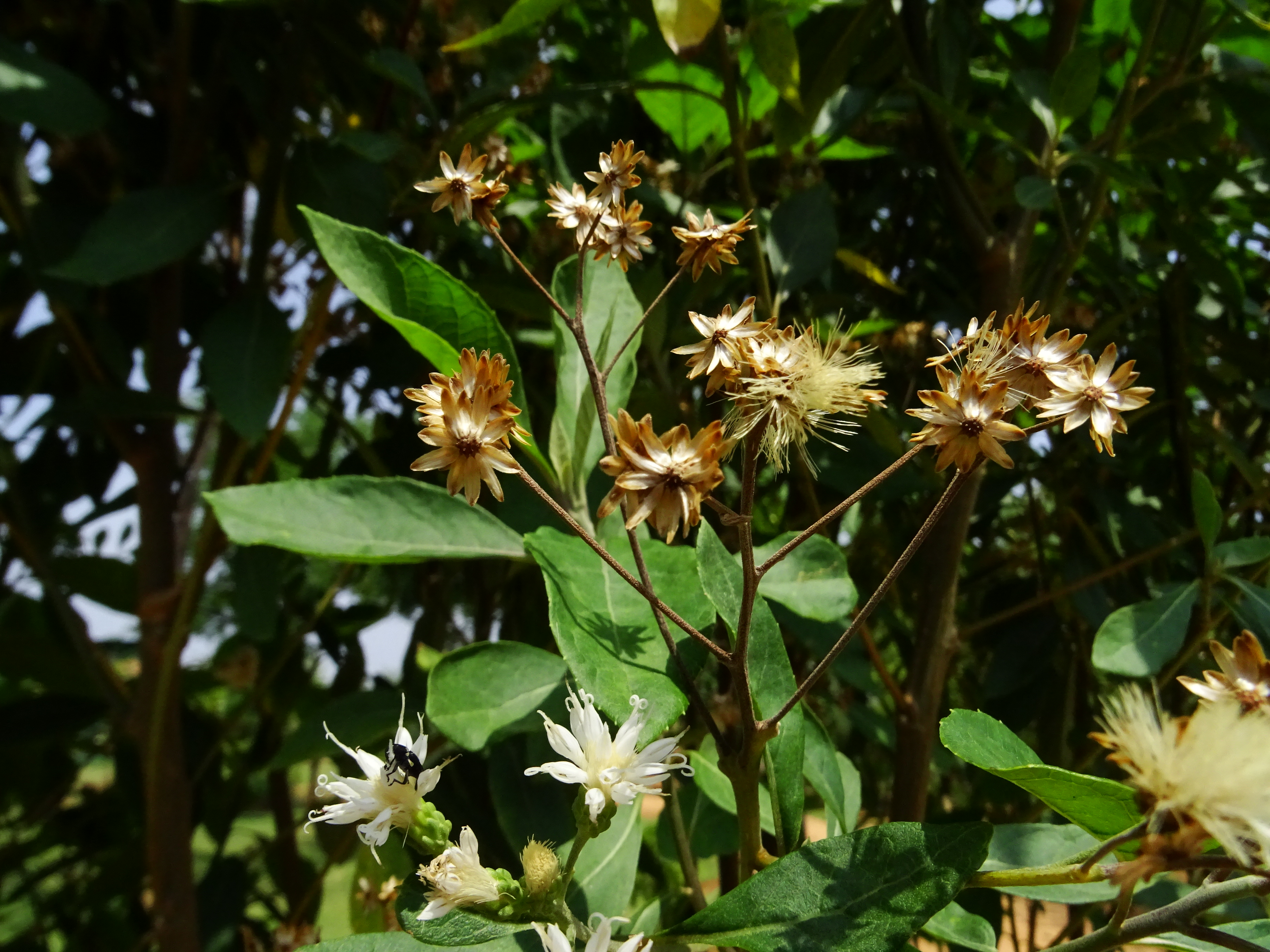
Le foglie
Gymnanthemum amygdalinum

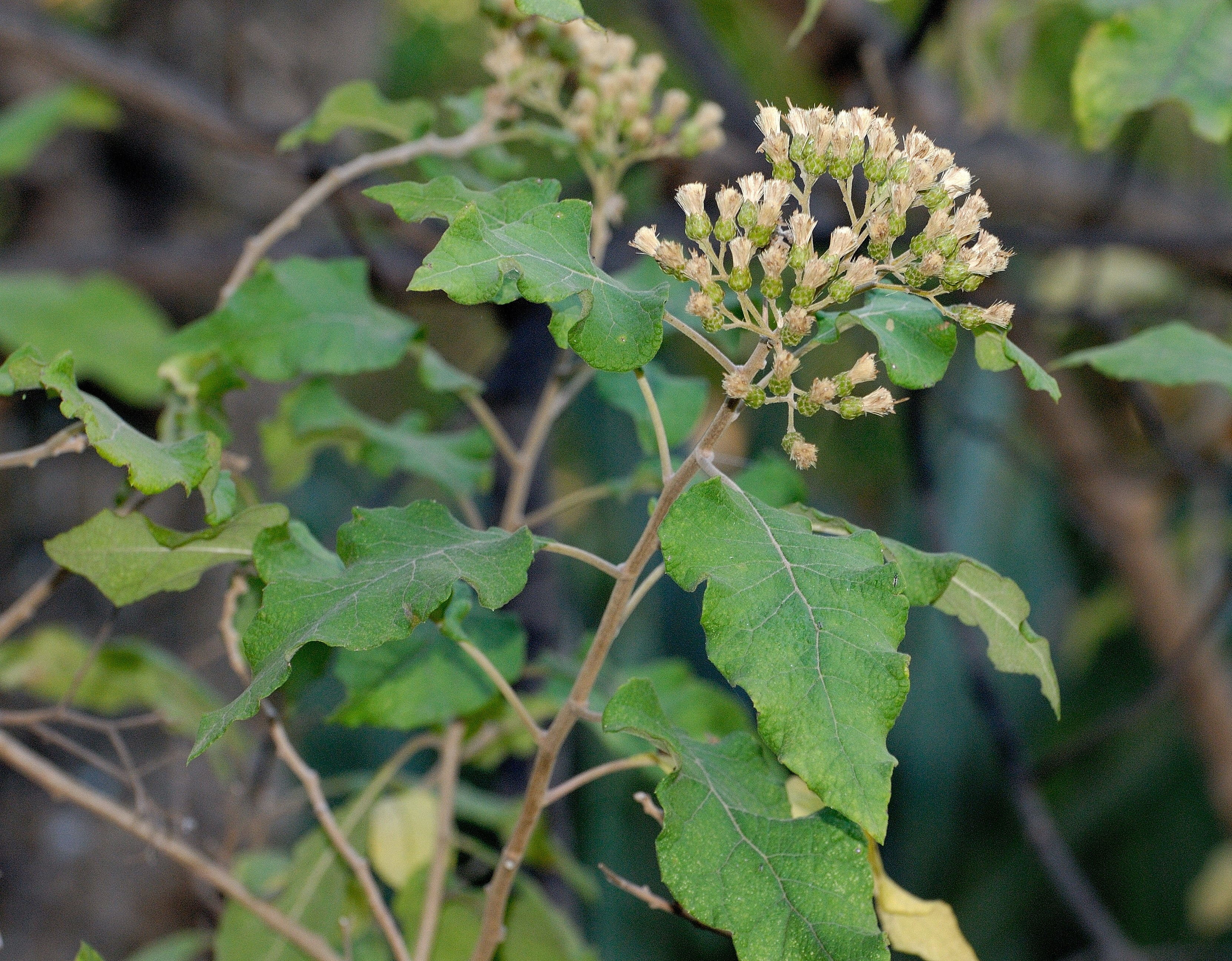
Infiorescenza
Gymnanthemum coloratum

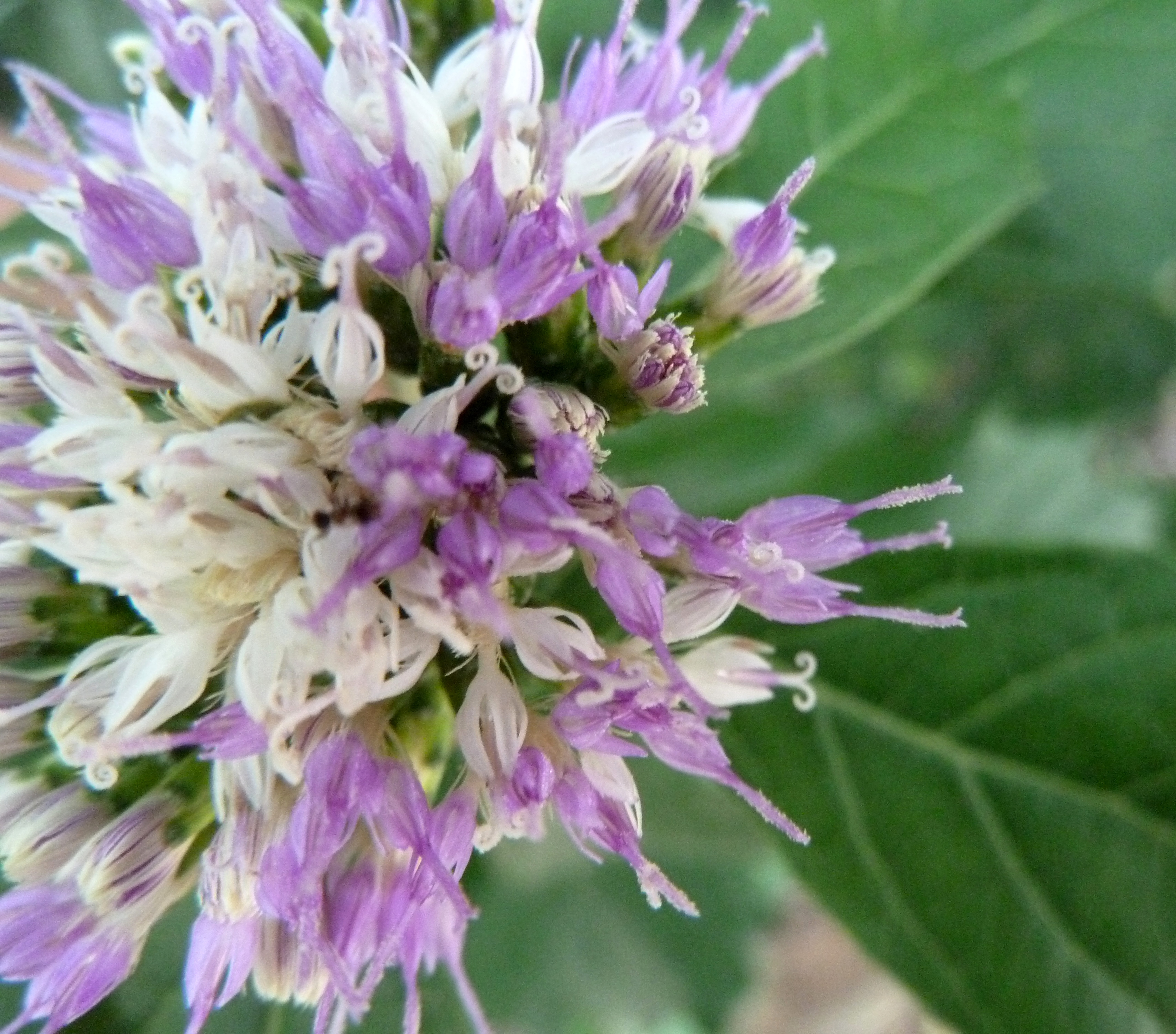
I fiori
Gymnanthemum corymbosum

Le piante di questa voce hanno un habitus arbustivo o arboreo. Sulla superficie di queste piante sono presenti peli di vari tipo: semplici, spuntati, stellati, fusiformi o contorti; sono presenti anche pubescenze feltrate; raramente sono presenti peli asimmetrici a forma di "T".
Le foglie sono disposte in modo alterno con piccioli brevi o lunghi e alati. La lamina in genere è intera con forme variabili da ovate a ellittiche con apici acuminati e base attenuata. Le venature normalmente sono pennate. I margini sono continui o dentati. La superficie può essere pubescente o glabra (quella inferiore a volte è tomentosa).
L'infiorescenza è formata da capolini discoidi, omogami e peduncolati in formazioni densamente corimbose in posizioni sia terminali che ascellari. La struttura dei capolini è quella tipica delle Asteraceae: un peduncolo sorregge un involucro con forme da campanulate a ovoidi composto da 25 - 35 brattee disposte su 4 - 5 serie embricate e scalate che fanno da protezione al ricettacolo sul quale s'inseriscono i fiori di tipo tubuloso. Le brattee dell'involucro, persistenti o decidue (quelle più interne), hanno delle forme più o meno lanceolate a volte con margini ialini; la consistenza è erbacea/coriacea. Il ricettacolo normalmente è privo di pagliette (ricettacolo nudo).
I fiori, da 1 a 50 per capolino, sono tetra-ciclici (ossia sono presenti 4 verticilli: calice – corolla – androceo – gineceo) e pentameri (ogni verticillo ha in genere 5 elementi). I fiori sono inoltre ermafroditi e actinomorfi (raramente possono essere zigomorfi).
- Formula fiorale:

*/x K {\displaystyle \infty }, [C (5), A (5)], G 2 (infero), achenio
- Calice: i sepali del calice sono ridotti ad una coroncina di squame.
- Corolla: la corolla, formata da un tubo cilindrico terminanti in 5 lobi riflessi, può essere pubescente per peli ghiandolosi. Il colore varia da viola a bianco.
- Androceo: gli stami sono 5 con filamenti liberi e distinti, mentre le antere sono saldate in un manicotto (o tubo) circondante lo stilo.[13] Le antere, prive di ghiandole, alla base sono ampiamente codate. Le appendici basali hanno una consistenza soda e sono glabre. Il polline può essere di tipo tricolporato, ossia con tre aperture sia a fessura che a poro; può essere inoltre echinato (con punte)[14]; in genere è sia "lophato"che non lophato.
- Gineceo: lo stilo è filiforme con la base priva di nodi o, se presenti, sono minuti. Gli stigmi dello stilo sono due lunghi e divergenti; sono sottili, pelosi (peli a spazzola e smussati) e con apici acuti. L'ovario è infero uniloculare formato da 2 carpelli. Gli stigmi hanno la superficie stigmatica interna (vicino alla base).[15]

I frutti sono degli acheni con pappo. Gli acheni, con forme da subaffusolate a obovate, hanno 5 - 10 coste con superficie glabra o sericea (peli uniseriati). All'interno si può trovare del tessuto di tipo idioblasto e corti rafidi ma anche allungati (o mancanti); non è presente il tessuto tipo fitomelanina. Il pappo è formato da due serie di setole capillari persistenti frammiste a squamelle.

## Biologia
- Impollinazione: l'impollinazione avviene tramite insetti (impollinazione entomogama tramite farfalle diurne e notturne).
- Riproduzione: la fecondazione avviene fondamentalmente tramite l'impollinazione dei fiori (vedi sopra).
- Dispersione: i semi (gli acheni) cadendo a terra sono successivamente dispersi soprattutto da insetti tipo formiche (disseminazione mirmecoria). In questo tipo di piante avviene anche un altro tipo di dispersione: zoocoria. Infatti gli uncini delle brattee dell'involucro si agganciano ai peli degli animali di passaggio disperdendo così anche su lunghe distanze i semi della pianta.

## Distribuzione e habitat
La distribuzione delle piante di questa voce è relativa all'America meridionale (Brasile, Africa centrale e meridionale, India e Asia orientale.

## Tassonomia
La famiglia di appartenenza di questa voce (Asteraceae o Compositae, nomen conservandum) probabilmente originaria del Sud America, è la più numerosa del mondo vegetale, comprende oltre 23 000 specie distribuite su 1 535 generi, oppure 22 750 specie e 1 530 generi secondo altre fonti (una delle checklist più aggiornata elenca fino a 1 679 generi). La famiglia attualmente (2021) è divisa in 16 sottofamiglie.

### Filogenesi
Le specie di questo gruppo appartengono alla sottotribù Gymnantheminae descritta all'interno della tribù Vernonieae Cass. della sottofamiglia Vernonioideae Lindl.. Questa classificazione è stata ottenuta ultimamente con le analisi del DNA delle varie specie del gruppo. Da un punto di vista filogenetico in base alle ultime analisi sul DNA la tribù Vernonieae è risultata divisa in due grandi cladi: Muovo Mondo e Vecchio Mondo. I generi della sottotribù Gymnantheminae appartengono al subclade relativo all'Africa tropicale comprese le Hawaii (l'altro subclade africano comprende soprattutto specie meridionali).
La sottotribù, e quindi i suoi generi, si distingue per i seguenti caratteri:
- l'habitus è soprattutto arbustivo o arboreo;
- le brattee interne dell'involucro talvolta sono decidue;
- il polline non è di tipo triporato;
- le antere sono prive di ghiandole;
- le piante sono in prevalenza paleotropicali (avventizie in America).

In precedenza la tribù Vernonieae, e quindi la sottotribù (Gymnantheminae) di questo genere, era descritta all'interno della sottofamiglia Cichorioideae.
I caratteri distintivi per le specie di questo genere ( Gymnanthemum) sono:
- le foglie hanno delle venature pennate;
- la base dello stilo è priva di nodi o, se presenti, sono minuti.

Il numero cromosomico delle specie di questo genere è: 2n = 20, 30 e 40.

### Elenco delle specie
Questo genere ha 35 specie:
- Gymnanthemum amygdalinum (Delile) Sch.Bip.
- Gymnanthemum andrangovalense  (Humbert) H.Rob.
- Gymnanthemum antanalus  (Humbert) H.Rob.
- Gymnanthemum appendiculatum  (Less.) H.Rob.
- Gymnanthemum auriculiferum  (Hiern) Isawumi
- Gymnanthemum baronii  (Baker) H.Rob.
- Gymnanthemum bellinghamii  (S.Moore) H.Rob.
- Gymnanthemum bolleanum  Steetz
- Gymnanthemum capense  (A.Spreng.) J.C.Manning & Swelank.
- Gymnanthemum chapelieri  (Drake) H.Rob.
- Gymnanthemum corymbosum  (Thunb.) H.Rob.
- Gymnanthemum coursii  (Humbert) H.Rob.
- Gymnanthemum crataegifolium  (Hutch.) H.Rob.
- Gymnanthemum dissolutum  (Baker) H.Rob.
- Gymnanthemum exsertiflorum  (Baker) H.Rob.
- Gymnanthemum exsertum  (Baker) H.Rob.
- Gymnanthemum extensum  (DC.) Steetz
- Gymnanthemum fimbrilliferum  Cass.
- Gymnanthemum glaberrimum  (Welw. ex O.Hoffm.) H.Rob.
- Gymnanthemum humblotii  (Drake) H.Rob.
- Gymnanthemum koekemoerae  H.Rob. & V.A.Funk
- Gymnanthemum louvelii  (Humbert) H.Rob.
- Gymnanthemum malabaricum  (Hook.f.) Balan & Robi
- Gymnanthemum mespilifolium  (Less.) H.Rob.
- Gymnanthemum myrianthum  (Hook.f.) H.Rob.
- Gymnanthemum pectiniforme  (DC.) H.Rob.
- Gymnanthemum pectorale  (Baker) H.Rob.
- Gymnanthemum pleistanthum  (Humbert) H.Rob.
- Gymnanthemum rueppellii  (Sch.Bip. ex Walp.) H.Rob.
- Gymnanthemum sahyadricum  Balan & Robi
- Gymnanthemum secundifolium  (Bojer ex DC.) H.Rob.
- Gymnanthemum subcrassulescens  (Humbert) H.Rob.
- Gymnanthemum thomsonianum  (Oliv. & Hiern) H.Rob.
- Gymnanthemum triflorum  (Bremek.) H.Rob.
- Gymnanthemum urticifolium  (A.Rich.) H.Rob.

### Sinonimi
Sono elencati alcuni sinonimi per questa entità:
- Bracheilema R.Br.
- Cheliusia  Sch.Bip.
- Keringa  Raf.